# Chalcoscirtus helverseni
Chalcoscirtus helverseni là một loài nhện trong họ Salticidae.
Loài này thuộc chi Chalcoscirtus. Chalcoscirtus helverseni được Metzner miêu tả năm 1999.